# Antonio Muñoz Martínez
Antonio Muñoz Martínez, né le 29 octobre 1959 à La Rinconada, est un homme politique espagnol membre du Parti socialiste ouvrier espagnol (PSOE). Il est maire de Séville entre le 3 janvier 2022 et le 17 juin 2023.
Originaire d'Andalousie, Antonio Muñoz y grandit ainsi qu'en Catalogne. Après des études en sciences économiques, il travaille d'abord dans les milieux touristique et culturel.
Il est élu conseiller municipal de La Rinconada en 1983, puis désigné adjoint au maire. Il conserve ses fonctions jusqu'en 1989, quand il devient chef de service de l'Agence de l'environnement de la Junte d'Andalousie. Il occupe ensuite des fonctions de direction au sein de la mairie de Séville et de la députation provinciale.
En 2011, il accepte la proposition de Juan Espadas de faire partie de sa candidature à la mairie de Séville. Bras droit de ce dernier dans l'opposition puis, à compter de 2015, comme adjoint au maire à l'Urbanisme, à la Culture et au Tourisme, il est choisi par Espadas pour prendre sa suite en décembre 2021. Il est effectivement élu le mois suivant.

## Famille

### Enfance et origines
Antonio Muñoz Martínez naît le 29 octobre 1959 à La Rinconada, une commune située au nord de la ville de Séville, d'un père maçon et d'une mère femme de ménage. La famille s'installe ensuite à Tossa de Mar dans la province de Gérone en Catalogne dans un mouvement plus large de migrations d'ouvriers andalous vers la région catalane. Après quelques années et alors qu'il a trois ans, la famille revient en Andalousie et s'installe à Fuengirola dans la province de Malaga, en raison d'une mutation de son père.
Isabel, sa mère, meurt à 42 ans d'un cancer. Après cet événement, la famille Muñoz s'installe à nouveau à La Rinconada, où Antonio étudie l'année préuniversitaire (COU). Son père fonde alors sa propre entreprise de construction et permet à la famille d'améliorer son niveau de vie. Une de ses sœurs meurt en 2018,,.
Il est passionné par la lecture et le cinéma. Il réside dans le district du Casco Antiguo, près de La Alameda.

### Vie privée
Ouvertement homosexuel, Antonio Muñoz indique « n'avoir jamais voulu le communiquer, ni [le] cacher ». Après 28 ans de vie commune, il se marie avec l'auteur Fernando Repiso en octobre 2022,.

## Formation universitaire et profession
Antonio Muñoz convainc son père de le laisser étudier l'économie à Malaga. Il obtient ainsi une licence en sciences économiques et entrepreneuriales de l'université de Malaga et un master en administration des affaires (MBA) à l'École internationale de commerce San Telmo de Séville. Il est ensuite reconnu expert en développement local par l'Organisation internationale du travail (OIT) de l'Organisation des Nations unies (ONU).
La Costa del Sol, alors en pleine expansion, lui donne goût pour le secteur de la culture ; contrairement à La Rinconada encore peu développée et manquant d'infrastructures. Durant ses études, il y fait la rencontre d'artistes et personnalités de gauche, tels que José Antonio Labordeta. Muñoz indique que « l'atmosphère y était politiquement très active ».

## Engagement en politique

### Deux mandats à La Rinconada
Lors des premières élections générales de juin 1977, Antonio Muñoz participe à la campagne du Parti socialiste populaire (PSP) d'Enrique Tierno Galván. Revenu à La Rinconada après ses études, il reçoit la proposition du Parti communiste (PCE), alors à la tête de la ville, d'intégrer sa liste en vue des élections municipales de mai 1983. Mis au courant, le Parti socialiste ouvrier espagnol (PSOE) lui formule la même demande. Muñoz accepte la proposition du PSOE en raison du caractère plus jeune de la candidature et concourt comme indépendant,. Candidat en huitième position, il est élu conseiller municipal après que le PSOE a obtenu 10 des 17 mandats en jeu. Il s'inscrit au PSOE la même année. Il est réélu pour un deuxième mandat lors des élections de juin 1987.
Durant ses mandats, il occupe les fonctions de conseiller délégué à l'Économie et aux Finances. Il acquiert à cette occasion la certitude que le tourisme et les grands événements sont de nature à engendrer des retombées économiques favorisant le développement local,. Sous son impulsion, La Rinconada accueille alors de nombreux groupes de musique.

### Passage dans l'administration

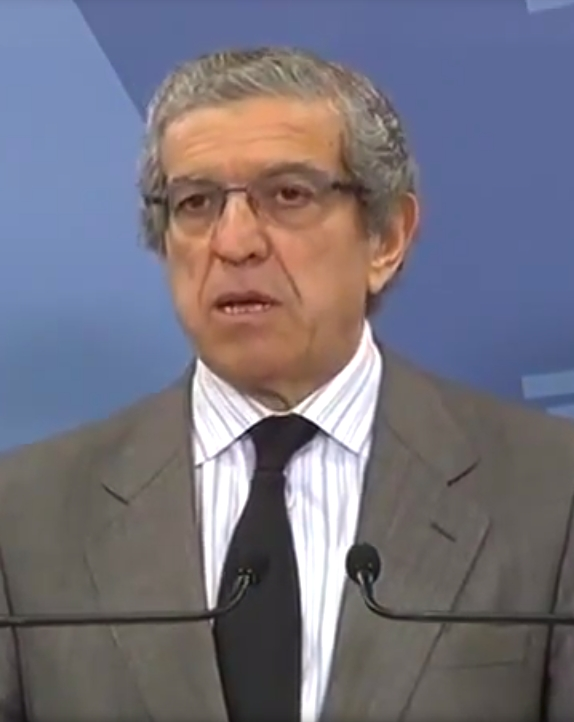
Braulio Medel recrute Antonio Muñoz au sein de l'administration de la Junte d'Andalousie.

Antonio Muñoz intègre l'administration de la Junte d'Andalousie comme intérimaire sur proposition de Braulio Medel, alors vice-conseiller à l'Économie et aux Finances et ancien professeur de finances publiques de celui-ci. Il quitte son mandat municipal lorsqu'il devient chef du service des Plans et Programmes de l'Agence de l'Environnement de la Junte en 1989. Il abandonne ces fonctions en 1993 lorsqu'il devient directeur des Finances de la députation provinciale de Séville. En 1999, il intègre la mairie de Séville — alors dirigée par le socialiste Alfredo Sánchez Monteseirín — au poste de directeur de l'Économie et des Finances. En 2002, il devient directeur du Tourisme de la députation provinciale et directeur général de l'Agence de la promotion économique de la ville de Séville,,.
Le 4 mai 2004, Muñoz est nommé directeur général à la Planification touristique de la Junte d'Andalousie par Paulino Plata, conseiller au Tourisme, au Commerce et au Sport du cinquième gouvernement de Manuel Chaves. Deux semaines plus tard, il devient directeur général à la Planification et à la Réglementation touristique. Il fait alors la connaissance de Juan Espadas, également dans l'administration régionale. En 2008, il indique que son département exécutif projette la réalisation de 60 plans de développement touristique, avec un impact sur 80% du territoire andalou.
Il est relevé de ses fonctions administratives le 10 juin 2011 par Luciano Alonso, conseiller depuis avril 2008.

## À Séville

### Adjoint et bras droit de Juan Espadas

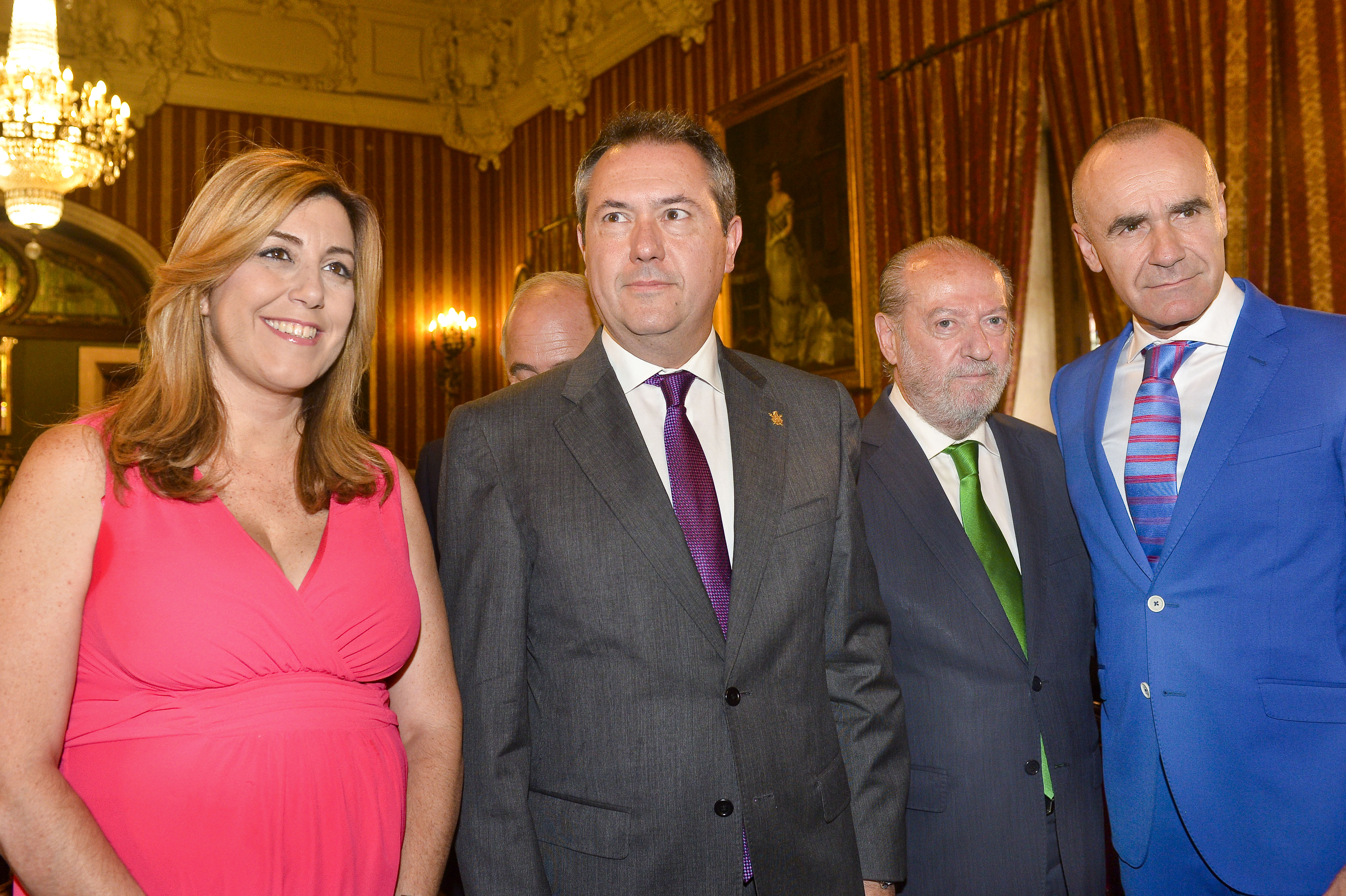
Antonio Muñoz et Susana Díaz lors de l'investiture de Juan Espadas comme maire de Séville en juin 2015.

Dans la perspective des élections municipales de mai 2011, Antonio Muñoz accepte la proposition de Juan Espadas, candidat socialiste à la mairie de Séville, de faire partie de sa liste électorale. Placé en sixième position, Muñoz est élu conseiller municipal. Les socialistes étant renvoyés dans l'opposition par les conservateurs de Juan Ignacio Zoido, Muñoz exerce les responsabilités de porte-parole adjoint du groupe socialiste, sous l'autorité d'Espadas,.
Antonio Muñoz concourt à nouveau lors des élections municipales de mai 2015 ; cette fois en troisième position, derrière Juan Espadas et Carmen Castreño,. Après l'avènement d'une majorité de gauche au conseil municipal et l'élection de Juan Espadas comme maire de Séville, la composition du nouvel exécutif local est annoncée le 15 juin. Antonio Muñoz est ainsi nommé deuxième adjoint au maire, délégué à l'Habitat urbain, à la Culture et au Tourisme. Sa délégation comprend en outre les compétences en matière d'environnement et de durabilité. Espadas juge que cette délégation est « très ambitieuse » et participe à l'idée que « l'urbanisme n'est pas une molécule autonome mais fait partie d'un modèle de ville durable »,,. Muñoz est également désigné porte-parole de l'exécutif municipal.
Lors du scrutin municipal de mai 2019, Muñoz est confirmé en troisième position sur la liste de Juan Espadas, derrière Sonia Gaya, dernière conseillère à l'Éducation de Susana Díaz. Réélu maire, Espadas choisit de former un exécutif local s'appuyant sur cinq grands portefeuilles, dont trois dirigent des portefeuilles subsidiaires. Pour diriger ces trois portefeuilles structurants, Espadas choisit Sonia Gaya, Antonio Muñoz et Juan Carlos Cabrera, respectivement délégués aux Finances et à l'Administration publique, à l'Habitat urbain, à la Culture et au Tourisme, et au Gouvernement et aux Festivités. Muñoz est également reconduit comme deuxième adjoint au maire et porte-parole de l'exécutif. La délégation de Muñoz s'étoffe de la compétence sur les infrastructures de transport, notamment en prévision de la création de nouvelles lignes de métro et du prolongement du tramway. Muñoz assure la tutelle de la délégation à la Jeunesse, occupée par Juan Antonio Barrionuevo, et celle au Patrimoine historique et artistique, pilotée par Carmen Fuentes. Muñoz perd, en revanche, ses fonctions de porte-parole du groupe socialiste municipal, qui reviennent à Adela Castaño. Antonio Muñoz forme un binôme avec Juan Carlos Cabrera répondant à la dualité sévillane : alors que le premier est davantage orienté vers la Séville moderne et avant-gardiste, Cabrera tend davantage vers les secteurs plus traditionnels, religieux et des confréries et fraternités de la Séville éternelle,,.

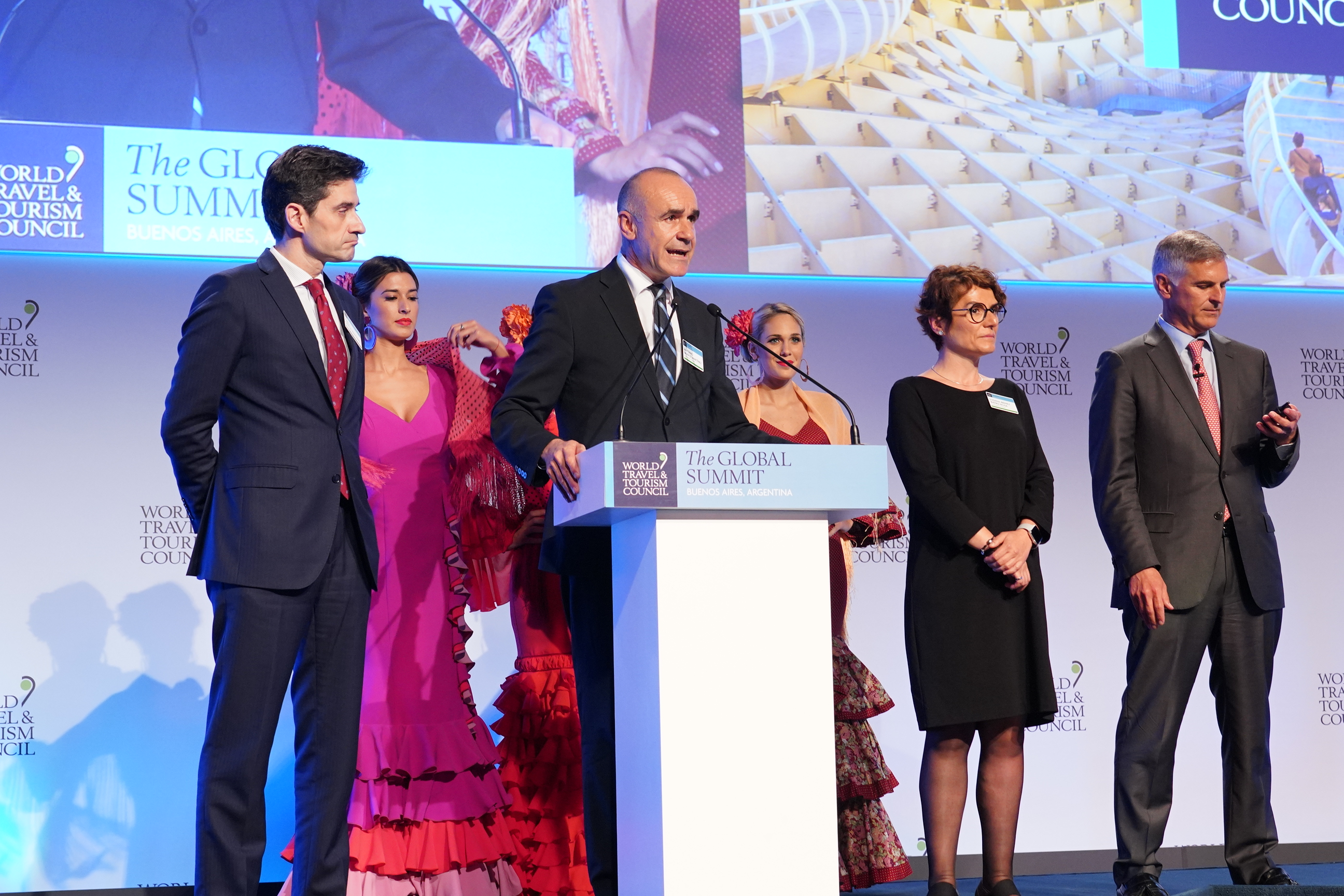
Antonio Muñoz s'exprimant à la tribune, lors du WTTC d'avril 2018.

À ce poste, Antonio Muñoz met en place une stratégie résolue de rayonnement de Séville à l'international par l'intermédiaire du tourisme et de la culture, qui passe notamment par l'accueil de grands événements et le développement de l'industrie cinématographique. En juillet 2016, Muñoz confirme que plusieurs tournages de la saison 7 de Game of Thrones auront lieu à l'Alcazar de Séville. Le 13 novembre suivant, Muñoz annonce que Séville et l'Académie européenne du cinéma sont parvenus à un accord pour que la capitale andalouse accueille la 31e cérémonie des prix du cinéma européen en décembre 2018. En février 2019, fruit de la volonté politique exprimée par Muñoz lors d'une réunion avec Mariano Barroso à l'été 2018, Séville est le siège de la 33e cérémonie des Goyas, que l'adjoint d'Espadas qualifie « d'événement le plus important du panorama culturel espagnol ». Deux mois plus tard, en avril 2019, Séville accueille le congrès annuel du Conseil mondial du Voyage et du Tourisme (WTTC) au cours duquel Muñoz et Espadas reçoivent l'ancien président des États-Unis Barack Obama à l'Alcazar. Cette stratégie permet à Séville de devenir, en 2018, la troisième destination touristique d'Espagne après Barcelone et Madrid, et d'être élue meilleure destination urbaine du monde par le groupe Lonely Planet, notamment après l'Année Murillo, en référence au peintre sévillan Bartolomé Esteban Murillo dont l'exposition fête le 400e anniversaire de la naissance. Le tournage d'environ 130 films à l'année engendre des investissements à hauteur de 12 millions d'euros. L'ambition de Muñoz est ainsi que Séville soit la « métropole du sud de l'Europe », capable « d'abandonner ses complexes »,,,,,,,,,.
En matière d'urbanisme, Muñoz s'attache à simplifier les démarches d'obtention des permis de construire et unifie la procédure des dossiers environnementaux et urbanistiques, en fusionnant le service municipal de l'environnement avec la direction de l'urbanisme (en espagnol : Gerencia de Urbanismo). D'abord censurée par l'opposition en conseil de direction en mars 2018, la mesure est finalement votée le mois suivant grâce au vote favorable de Ciudadanos et mise en application en octobre 2019,,. En février 2018, il présente le programme Reaviva, qui a pour but d'identifier et réhabiliter certains espaces de la ville en mauvais état, et de favoriser la participation citoyenne aux projets de travaux de manière numérique et présentielle. Le département exécutif de Muñoz lance une modification du plan général d'aménagement urbain (PGOU) en novembre 2019 afin de réguler et limiter la création de nouvelles salles de jeux et casinos, dans une optique de santé publique.

### Maire de Séville

#### Successeur choisi

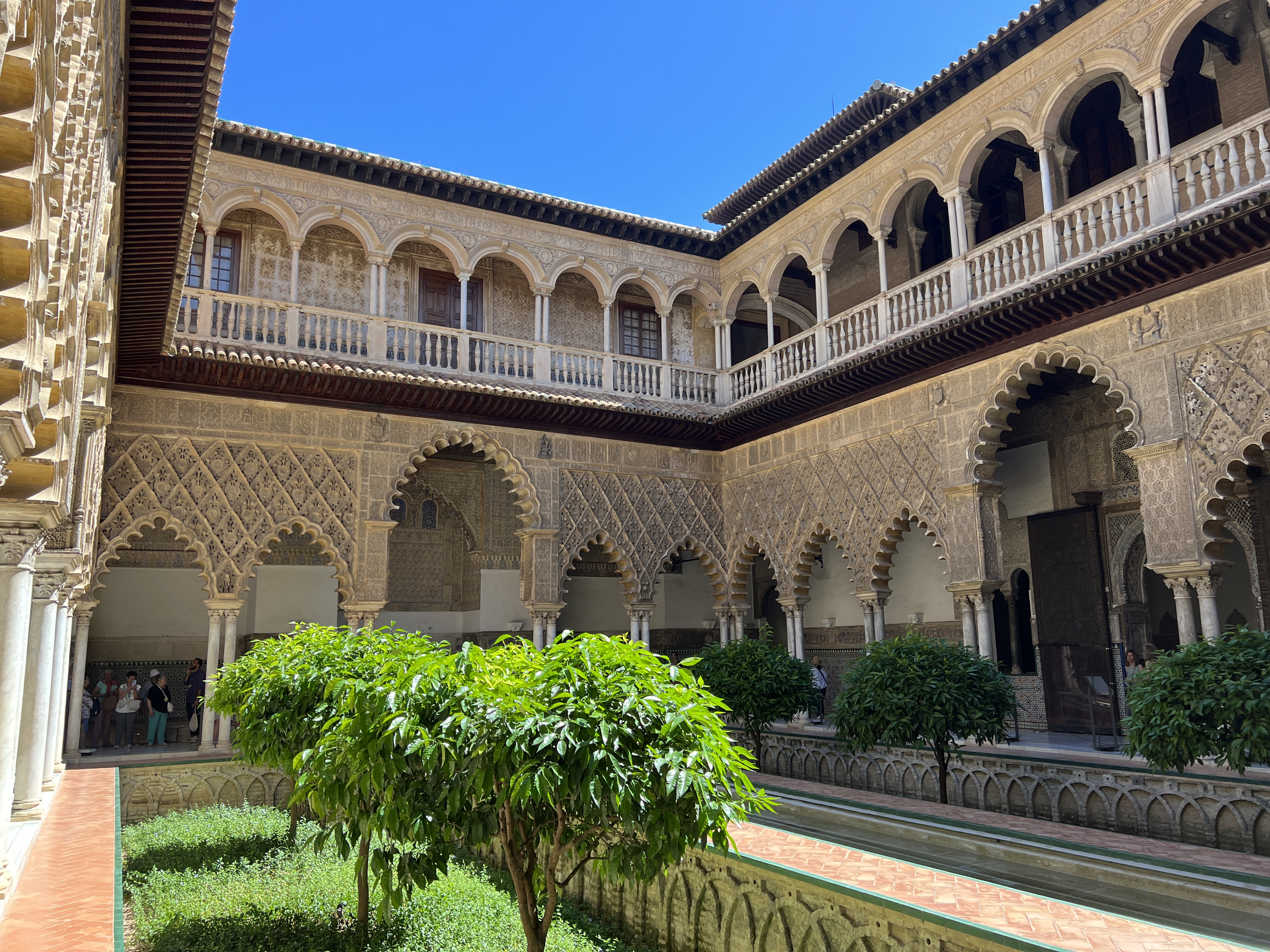
Antonio Muñoz prend la présidence de l'Alcázar en septembre 2021.

Élu candidat du Parti socialiste ouvrier espagnol d'Andalousie (PSOE-A) à la présidence de la Junte d'Andalousie en juin 2021 face à Susana Díaz puis secrétaire général du parti en Andalousie, Juan Espadas est amené à quitter son fauteuil de maire dans le courant de l'année 2022, en fonction de la date des prochaines élections parlementaires. Le maire de Séville repousse à plusieurs reprises sa démission et se fixe pour horizon l'approbation du budget municipal pour 2022. Antonio Muñoz et Juan Carlos Cabrera apparaissent alors comme les deux candidats les mieux placés pour remplacer Espadas,,. Ce schéma successoral alimente la dichotomie des « deux Sévilles » ; Muñoz — qui est laïciste — représentant la Séville moderne et Cabrera la Séville traditionnelle,.
En septembre 2021, dans la perspective de sa prochaine démission, Juan Espadas modifie la structure de l'exécutif local afin de déléguer davantage de ses compétences à six de ses conseillers et adjoints, selon le modèle de son premier mandat. Le maire de Séville délègue ainsi la présidence du conseil municipal à sa première adjointe Sonia Gaya et la présidence des entreprises municipales aux conseillers délégués au domaine d'intervention correspondant. Antonio Muñoz prend la présidence de Lipasam et Emasesa — respectivement spécialisées dans l'entretien urbain et le ramassage des déchets, et dans l'approvisionnement en eau —, de la Corporation des entreprises municipales de Séville (CEMS) et de l'Alcázar. Également candidat hypothétique à la succession d'Espadas, le conseiller au Gouvernement et aux Festivités Juan Carlos Cabrera devient président de Tussam, l'entreprise chargée de l'organisation des transports urbains,,.

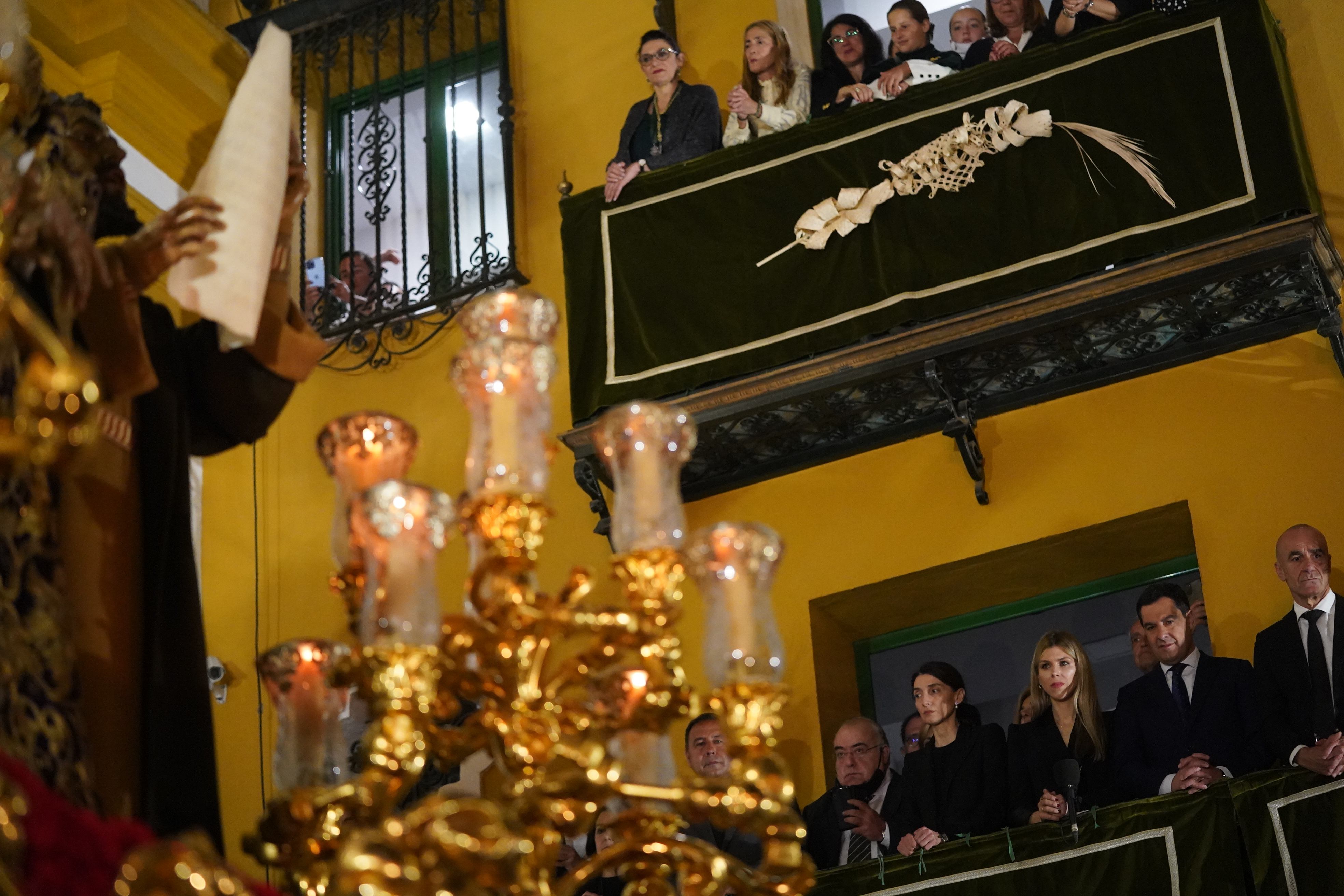
Antonio Muñoz assiste aux processions de la Semaine sainte avec Juan Manuel Moreno et la ministre espagnole de la Justice Pilar Llop.

Au mois d'octobre, alors qu'Espadas, Gaya et Cabrera assistent au 40e congrès fédéral du PSOE à Valence, la présence d'Antonio Muñoz — qui n'a jamais participé à ce type d'événement par conviction personnelle — comme plus important représentant du gouvernement sévillan à la procession de la fraternité du Grand Pouvoir (es) laisse penser qu'il est le successeur choisi par Espadas. Parallèlement, Muñoz diversifie son agenda et multiplie sa présence dans les quartiers. Le même mois, il participe à la présentation d'une initiative législative populaire à la loi sur la culture au Parlement d'Andalousie et participe au lancement du nouveau Conseil local du tourisme — projet porté par la mairie — à l'Alcazar de Séville, ce qui permet de réunir l'ensemble des acteurs du tourisme et une trentaine d'institutions parmi lesquels figurent la Junte, la Députation, l'archevêché, le conseil des fraternités et confréries, les associations LGBT, les clubs de football et des collectifs citoyens,,. Son maintien en marge de la vie interne du parti lui est cependant reproché.
Juan Espadas annonce le 14 décembre 2021, au lendemain de l'adoption du budget de la ville — par les élus du PSOE et d'Adelante Sevilla — qu'il avait présentée comme sa priorité, qu'il abandonnera son fauteuil de maire de la capitale andalouse le 7 janvier suivant au profit d'Antonio Muñoz. Cette décision écarte de fait Sonia Gaya, suivante sur la liste électorale, qui renonce immédiatement à la succession. Espadas indique également que Muñoz bénéficiera d'une totale autonomie pour prendre des décisions et qu'il souhaite que celui-ci soit le candidat lors des prochaines élections de 2023 ; bien que ce choix relève en dernière instance de la compétence de la direction nationale,,,. En raison d'une incompatibilité entre le mandat de maire et celui de sénateur désigné qu'il projette, Espadas avance sa démission de la mairie de Séville au 20 décembre. Sonia Gaya devient alors maire intérimaire jusqu'à la séance du conseil municipal devant élire un nouveau maire,.
Rétrospectivement, il s'avère qu'Antonio Muñoz était la personne choisie par Juan Espadas dès son élection comme candidat à la présidence de la Junte et que le maire de Séville avait obtenu l'accord de la direction fédérale du PSOE pour piloter sa succession,.
Pour sa part, le Parti populaire (PP) considère que le remplacement d'Espadas par Muñoz est une opportunité pour son candidat, José Luis Sanz, qui a déjà commencé à faire campagne, d'être proclamé maire après les prochaines élections,.

#### Investiture

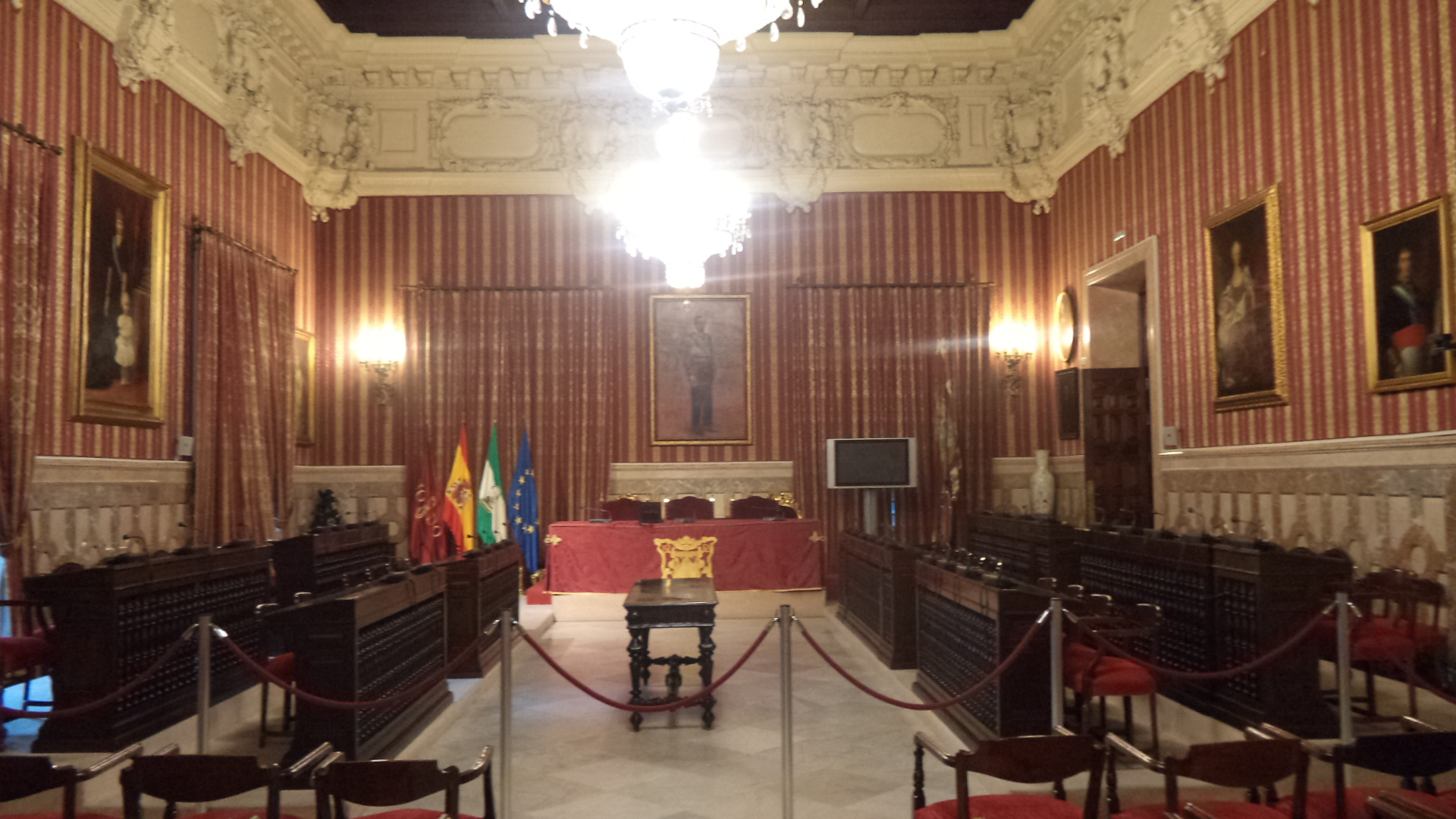
La salle Colón de la mairie de Séville est le lieu de réunion du conseil municipal.

Le 3 janvier 2022, Antonio Muñoz est élu maire de Séville avec les seules 13 voix du PSOE et se place à la tête de la plus importante mairie détenue par les socialistes. Environ 300 invités assistent à la séance du conseil municipal à l'hôtel de ville, parmi lesquels se trouvent les ministres espagnoles de la Justice Pilar Llop, des Finances María Jesús Montero, de l'Industrie Reyes Maroto, le vice-président de la Junte d'Andalousie Juan Marín, la conseillère andalouse à la Culture Patricia del Pozo, le premier vice-président du Congrès des députés Alfonso Rodríguez Gómez de Celis, l'ancien vice-président du gouvernement espagnol Alfonso Guerra, l'archevêque de Séville, les supérieurs de différentes fraternités sévillanes et les acteurs Mariano Barroso et Antonio de la Torre. Également présent, le secrétaire à l'Organisation du PSOE Santos Cerdán déclare que Muñoz bénéficie du soutien du parti « pour le présent et dans le futur » en allusion aux élections de mai 2023,,.
À l'occasion de son discours d'investiture, Antonio Muñoz annonce travailler pour « toutes les Sévilles » et revendique un projet dont il fixe l'horizon à 2029, en référence au centenaire de l'Exposition ibéro-américaine de 1929 ayant mis Séville en lumière : « nous voulons que 2029 soit le saut à la Séville du futur, celle du XXIe siècle, celle de la modernité et de l'innovation, mais en nous appuyant sur nos racines et notre patrimoine ». Muñoz ambitionne de faire de Séville une ville verte, une ville de culture et une ville de science, avec le devoir de ne pas tomber dans l'autosatisfaction. Le nouveau maire veut que ce projet soit « un argument, un prétexte qui serve de moteur pour la ville et permette de minorer la déficit en infrastructures ». Il déclare souhaiter la mise en place d'un partenariat avec le gouvernement central et l'administration andalouse afin de coordonner l'action publique en direction des infrastructures et quartiers sévillans défavorisés, sans que cela ne dépende de la couleur politique de chaque administration. À ce titre, il revendique la construction de tunnels pour le périphérique SE-40, l'arrivée de la ligne 3 du métro et la liaison directe entre la gare Santa Justa et l'aéroport de Séville-San Pablo,. Il déclare également souhaiter que le financement des communes, qu'il juge « obsolète », cesse d'être « insuffisant » et que Séville ait les ressources correspondant à sa situation comme quatrième ville d'Espagne,.
Lors de la séance d'investiture, le porte-parole municipal du PP, Juan de la Rosa, indique vouloir que le projet de Muñoz dépasse les seuls domaines du Tourisme et de la Culture. Adelante Sevilla souligne que Muñoz est tenu par les engagements signés le mois précédent à l'occasion du vote du budget.

#### Exercice du pouvoir

##### Nouvel exécutif local

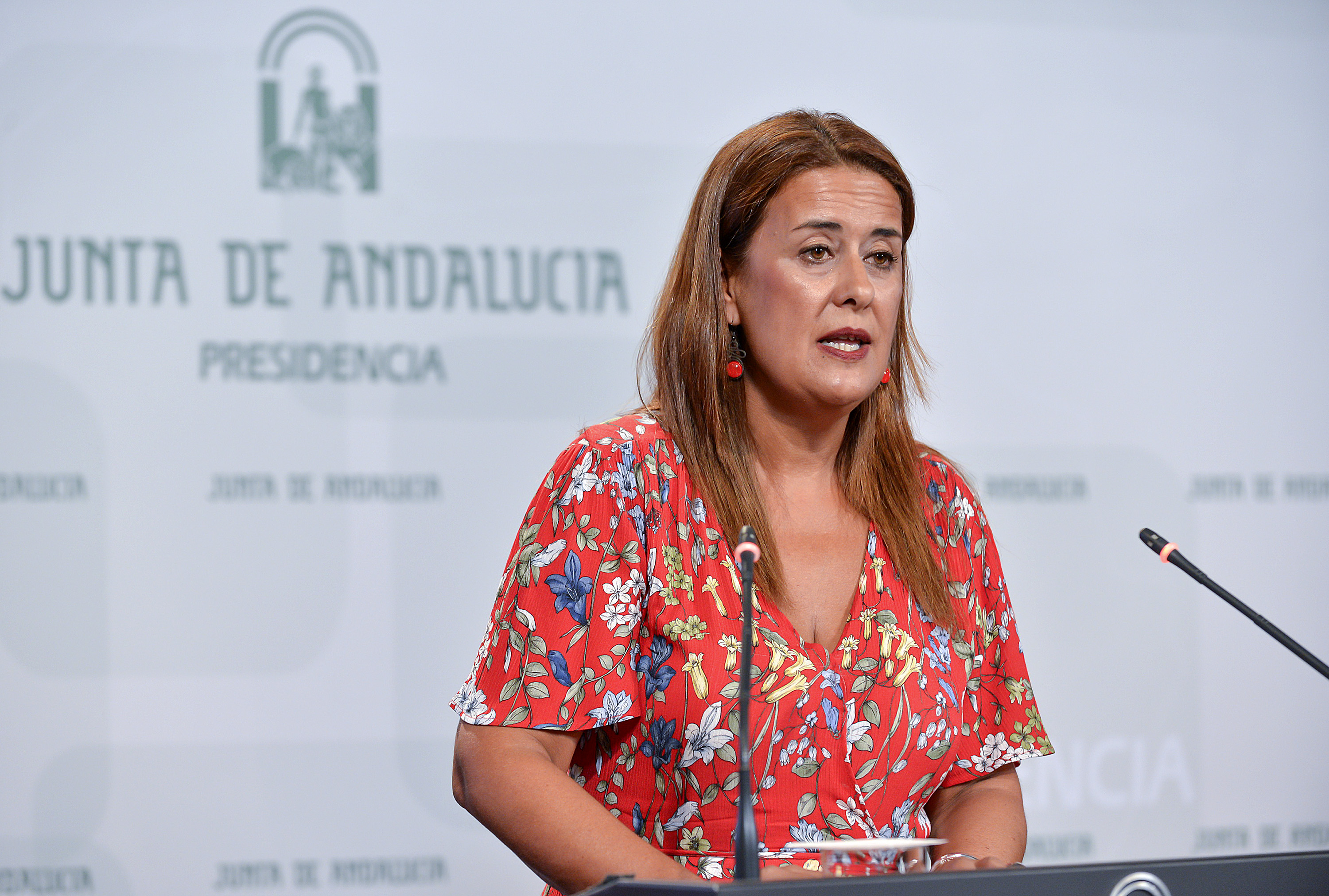
Sonia Gaya est la première adjointe au maire d'Antonio Muñoz.

Le 4 janvier, au lendemain de son élection, Antonio Muñoz annonce la composition du nouvel exécutif municipal, dans lequel son ancienne délégation est répartie entre les conseillers Juan Manuel Flores pour l'Habitat urbain et Francisco Páez pour le Tourisme. Muñoz souhaite que la délégation de Flores — qui comprend également le champ de la cohésion sociale — permette notamment la réalisation des plans d'action destinés aux six quartiers les plus pauvres de la ville et que celle de Páez — qui intègre aussi l'Économie et le Commerce — permette la conservation du modèle touristique et le développement de l'emploi.
Muñoz confirme, entre autres, Sonia Gaya dans ses fonctions de première adjointe et déléguée aux Finances et Juan Carlos Cabrera comme délégué aux Festivités et à la Sécurité. Gaya écoppe de la présidence de l'Alcázar, auparavant dévolue à Muñoz. La conseillère Adela Castaño est également choisie comme nouvelle porte-parole des élus socialistes et de l'exécutif. Le nouveau maire crée deux nouvelles délégations : la délégation au Nettoyage routier confiée à l'adjointe à l'Éducation Marisa Gómez, et la délégation à la Science — créée pour la première fois à Séville — rattachée à celle à la Jeunesse et aux Relations avec la communauté universitaire pilotée par Juan Antonio Barrionuevo. Par ailleurs, le nouveau maire choisit d'exercer lui-même la délégation à la Culture, ce qui constitue une exception en Espagne. Muñoz justifie son choix par le fait que la culture est « stratégique et un moteur économique de la ville » ; et qu'elle permet d'appliquer des politiques d'intégration professionnelle de jeunes adultes, notamment dans les quartiers les plus pauvres,,,.

##### Loi du statut de capitale et financements

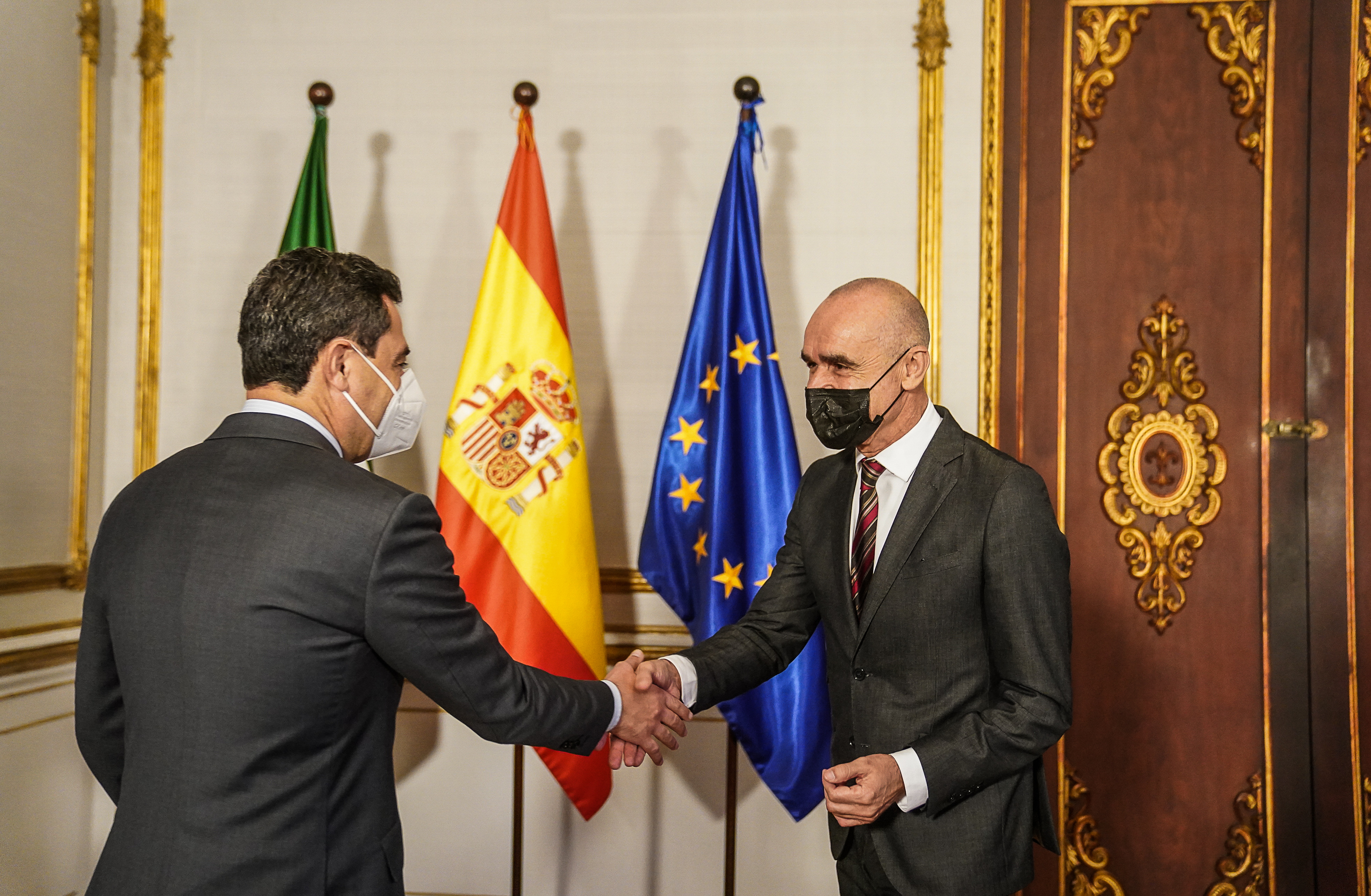
Antonio Muñoz et Juan Manuel Moreno s'accordent pour créer une commission tripartite entre leurs administrations et l'État afin de traiter les singularités de Séville.

Lors du débat sur l'état de la ville du 28 juillet 2022, Antonio Muñoz fait part au conseil municipal de sa volonté de doter Séville d'une « loi du statut de capitale » (en espagnol : ley de capitalidad). Ce faisant, il reprend un sujet défendu par ses prédécesseurs socialiste Alfredo Sánchez Monteseirín et conservateur Juan Ignacio Zoido, mais qui rencontre la vive opposition du maire conservateur de Malaga Francisco de la Torre qui y voit un « traitement de faveur, alors que le fait d'être une capitale suppose déjà un traitement préférentiel important ». L'adoption d'une telle loi régionale a pour objectif de permettre la constitution d'une commission bilatérale entre la mairie et l'administration régionale, d'octroyer des financements supplémentaires à la capitale andalouse, d'obtenir le transfert de certaines compétences régionales ainsi qu'engager un meilleur dialogue avec l'État sur des politiques d'intérêt local et métropolitain. Muñoz souhaite ainsi rétablir le déséquilibre existant entre Séville et les autres capitales régionales dotées d'une réglementation spécifique,,,.
Fort de l'approbation de sa proposition à l'unanimité du conseil municipal, Muñoz envoie une lettre à Isabel Rodríguez, ministre de la Politique territoriale le 11 août suivant afin de réclamer au gouvernement espagnol la création d'un régime spécial pour Séville en matière de compétences nationales et la constitution d'un groupe de travail. Il réitère ses demandes un mois plus tard en indiquant qu'il « n'est pas possible de gouverner l'Andalousie, ni de prendre des décisions à Madrid, sans écouter Séville », et lors d'un meeting donné avec le président du gouvernement espagnol Pedro Sánchez,. Le maire de Séville soutient que la tenue de l'Exposition universelle de 1992 à La Cartuja ne « peut plus continuer à servir d'excuse pour que l'on n'investisse pas à Séville »,.
Au début du mois d'octobre, Muñoz et Juan Manuel Moreno, président de la Junte d'Andalousie, s'accordent pour mettre en place une commission tripartite entre la mairie, la Junte et le gouvernement espagnol — à l'image de celles en œuvre à Barcelone et Madrid — afin de discuter de la loi du statut de capitale, de l'impôt sur le tourisme ainsi que des grands travaux et infrastructures tels que la construction de la ligne 3 du métro. Le gouvernement andalou souhaite en revanche temporiser ces deux premiers sujets en considérant que « ce n'est pas le moment ». Muñoz obtient également le soutien de la Junte à la candidature de Séville pour accueilir le siège de la nouvelle Agence spatiale espagnole,. La première réunion du « Bureau institutionnel » a lieu en janvier 2023 entre Antonio Muñoz, Isabel Rodríguez et Antonio Sanz, conseiller à la Présidence de la Junte. Elle permet un premier échange de vues au sujet de la loi du statut de capitale, de la question des transports urbains et de celle des quartiers pauvres.

##### Impôt sur le tourisme

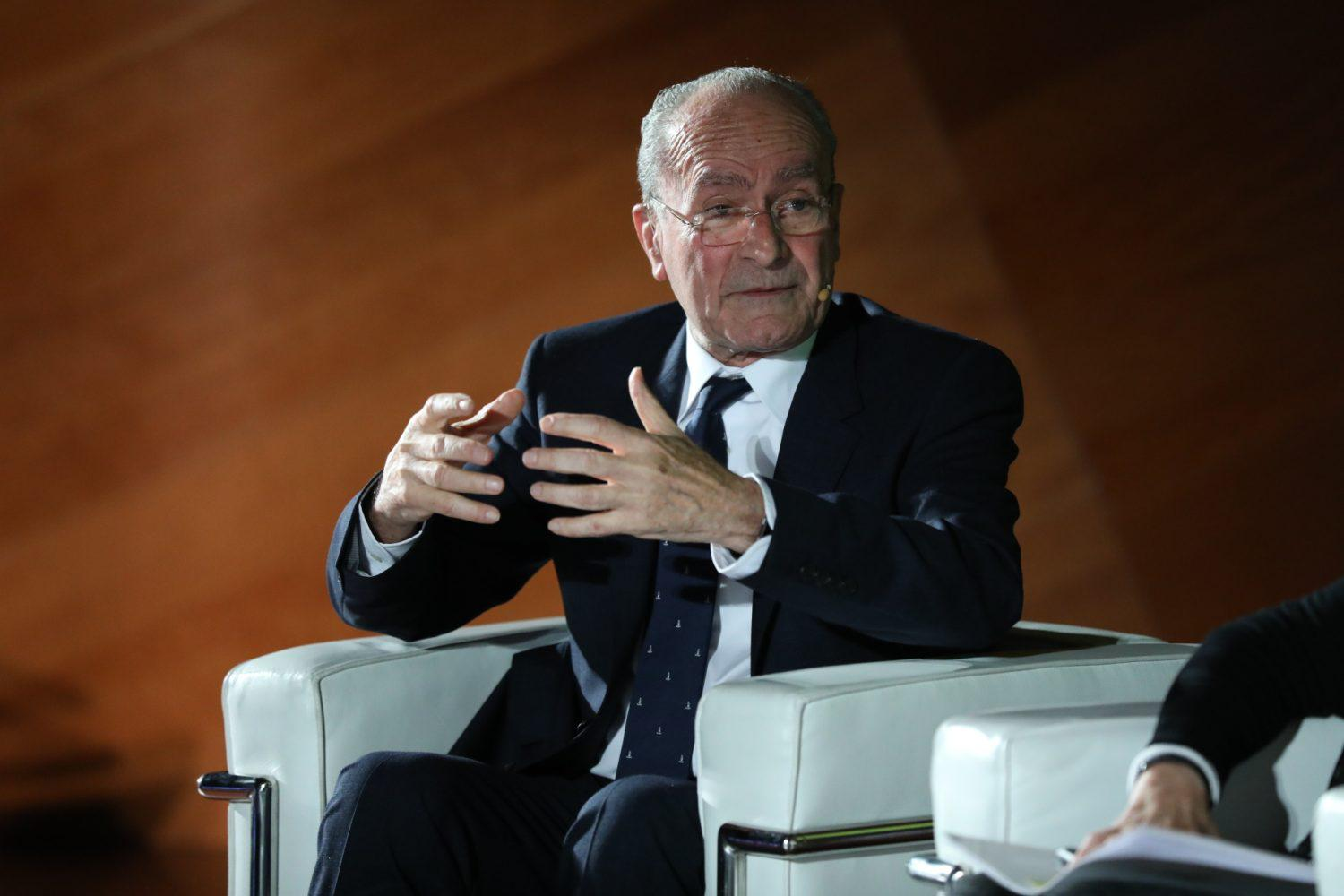
Opposé à la loi du statut de capitale, le maire de Malaga, Paco de la Torre, se montre cependant favorable à l'impôt sur le tourisme.

Reprenant une de ses demandes alors qu'il était adjoint au maire et selon un dispositif existant en Catalogne et dans les îles Baléares, Antonio Muñoz revendique en mai 2022 la possibilité de lever un impôt sur le tourisme (en espagnol : tasa turística) à la Junte d'Andalousie et au gouvernement central dans le but d'atténuer les effets négatifs du tourisme et financer des améliorations touristiques et urbanistiques ainsi que la promotion du tourisme. Muñoz calcule que fixer le montant de l'impôt à 1 € par nuit d'hôtel et par touriste permettrait d’engranger près de sept millions de recettes supplémentaires, alors que le budget municipal consacré au tourisme s'élève à 1,9 million d'euros. La proposition de Muñoz rencontre alors la réticence des acteurs touristiques et l'opposition de l'administration régionale, cette dernière considérant que le sujet « n'est pas dans le débat, et encore moins en année électorale »,,.
Le 20 juillet, Muñoz obtient l'aval de l'ensemble des acteurs du tourisme sévillan quant à l'application de l'impôt sur le tourisme. Les opérateurs touristiques demandent en revanche que le montant de cet impôt et les modalités de son recouvrement soient validés par eux et que le produit soit affecté en toute transparence à l'amélioration de la compétitivité de la destination touristique et de ses services publics. Le maire de Séville souligne que la mesure n'a pas vocation à être uniforme, chaque commune devant pouvoir décider de l'application ou non de l'impôt. Le conseil municipal de Séville approuve la motion à ce sujet le lendemain, avec notamment le soutien du Parti populaire (PP),. Le maire de Séville obtient le soutien à cette mesure des maires de Grenade Paco Cuenca et de Malaga Francisco de la Torre,.

#### Nouvelle candidature
Un temps pressentie pour être la candidate socialiste à la mairie de Séville lors des élections de 2023, la ministre des Finances du gouvernement espagnol María Jesús Montero — également sévillane — écarte sa candidature en mars 2022, en déclarant que Muñoz est la « personne adéquate ». Juan Espadas, secrétaire général du PSOE-A, confirme en août 2022 les candidatures d'Antonio Muñoz à Séville, Paco Cuenca à Grenade, Gabriel Cruz à Huelva et Julio Millán à Jaén, en indiquant que le règlement du parti n'impose pas la tenue de primaires internes lorsque la mairie des villes de plus de 20 000 habitants est déjà détenue par le PSOE et que le maire sortant souhaite être candidat à sa réélection. Le 14 janvier 2023, Muñoz reçoit le soutien du secrétaire général fédéral du PSOE et président du gouvernement lors d'un meeting commun tenu à Séville actant le lancement de la précampagne des élections municipales et au cours duquel il réclame à Sánchez une accélération de la construction des lignes 2, 3 et 4 du métro de Séville,.
La difficulté à articuler la liste électorale conduit à ce que celle-ci soit présentée au mois de mars, alors que le PSOE avait fixé cette échéance interne à la fin du mois de février. Muñoz, étranger aux batailles internes du PSOE de Séville, doit ainsi composer avec les propositions formulées par les onze sections socialistes de la ville de Séville, et l'influence d'Alfonso Rodríguez Gómez de Celis, ancien adjoint de Monteseirín et membre de la direction fédérale du PSOE,. Muñoz choisit l'ancienne commissaire du district Sud, Mar González, comme numéro deux de sa liste afin que celle-ci apporte son expertise dans la réduction des inégalités et de la pauvreté dans les quartiers défavorisés. Sonia Gaya est, elle, rétrogradée à la 12e position. Francisco Páez et Juan Carlos Cabrera prennent respectivement la troisième et la septième position. Les conseillers Juan Manuel Flores, Juan Antonio Barrionuevo, Clara Macías et Amelia Hernández quittent, en revanche, la liste de candidats.
Antonio Muñoz dévoile en avril 2023 le slogan de sa campagne « Séville, et seulement Séville » et signe publiquement les 15 engagements qu'il entend réaliser s'il est reconduit à la tête de la mairie. Le premier engagement reprend explicitement son souhait de voir aboutir la loi sur le statut de capitale, afin d'obtenir des ressources et investissements supplémentaires. Les engagements suivants ont trait notamment à la transformation et au développement des mobilités, à la sécurité, à la propreté, à l'accès à un logement digne, à la lutte contre les inégalités et la recherche de solutions pour les quartiers défavorisés, et à la reprise en main des berges du Guadalquivir.
Le scrutin est toutefois marqué par la division à la gauche du PSOE avec la présentation de deux listes concurrentes : Con Andalucía qui regroupe Izquierda Unida (IU), Más País et Podemos, et Adelante Andalucía menée par une conseillère municipale sortante proche de Teresa Rodríguez,,.